# 凤凰牡丹
《凤凰牡丹》，別名：《美人关》，是一部2012年制作的古裝电视剧。由李泰兰、谭耀文、蒋毅、伊一、米雪、穆婷婷等主演。

## 播放平台
| 頻道             | 地區   | 播放日期         | 備註                                              |
| ---------------- | ------ | ---------------- | ------------------------------------------------- |
| 上海电视剧频道   | 中国   | 2012年12月13日起 | 19:00三集连播 (地方台首播)                        |
| 浙江卫视         | 中国   | 2013年2月21日起  |                                                   |
| 城市电视2高清台  | 加拿大 | 2014年5月1日起   | 每星期一至五 西岸时间 7:00 AM、2:00 PM 及 9:00 PM |
| EYE TV戲劇台CH48 | 臺灣   | 2014年9月12日起  | 每週一至週五，晚間六點至八點                      |
| 新電視           | 泰國   | 2015年2月7日     | 週六-週日17:00-19:00 (เรื่องย่อ ศึกสายเลือดชิงบัลลังก์)    |
| 中視數位台       | 臺灣   | 2015年10月5日    | 每週一至週五21:00 - 22:00                         |
| CHING            |        | 2016年7月25日起  | 韩国时间：10:40-12:40 （09:40-11:40）             |

## 劇情概要
講述中國春秋時期的江山與美人故事，伯建(谭耀文 饰)和仲豪(蒋毅 饰)本是卫国皇子，而一心想嫁给伯建的紫嫣(伊一 饰)阴差阳错地嫁给庶出的仲豪。另一方面，韩瀛珠(李泰兰 饰)到京城为父报仇，在伯建相助下，其父仇得報。但伯建和仲豪同時钟情韩瀛珠，韩瀛珠為報恩而嫁给伯建，這令兩兄弟反目。

## 演員
| 演員   | 角色     | 關係/暱稱 |
| 李泰兰 | 韩瀛珠   | 衛宣王王后→太上王后→衛宣王王后 韓瀛珠爲父伸冤，隻身沖盪京城。發誓嫁給助己爲父報仇者，天緣注定與宣王伯建結爲連理。不想此擧深深刺激了深愛她的世子仲豪，兩兄弟自此心生罅隙，君臣異心，一場兄弟情仇就此展開。 |
| 谭耀文 | 伯建     | 王世子→衛宣王→太上王→衛宣王 溫文爾雅的衛宣王伯建，愛上賢良美麗的韓瀛珠，卻因此和也愛慕瀛珠的兄弟仲豪反目並遭到背叛。與敵軍交戰，戰敗後落難番邦。瀛珠冒死苦等丈夫伯建歸來，伯建臥薪嚐膽要贏回瀛珠和江山。 對瀛珠有情，對苏亚有恩。 |
| 蒋毅   | 仲豪     | 永嘉侯→衛明王→永嘉侯 世子仲豪是一個有情有義，卻對權位沒有任何欲望的人。一生鍾愛瀛珠，卻被兄長伯建横刀奪愛，自此對權欲產生新的看法，最後不惜背叛兄長，爲愛奪江山。英雄可以馳騁沙場，可以秣馬厲兵，可以臥薪嚐膽，然而英雄最難過的還是美人關。 |
| 伊一   | 胡紫嫣   | 永嘉侯夫人→衛明王王后 紫嫣是驃騎大將軍之女，後被衛宣王伯建賜婚，嫁給衛明王仲豪。被封爲世子妃後，縱使知道丈夫的心不在自己身上，卻依然守護着丈夫。劇中的紫嫣是一個性格堅強、理性的人，且擁有過人的智慧，在劇中上演了一出出精彩的“美人心計”，並幫自己的夫君奪取江山。 本愛伯建，伯建用掉包計而成為仲豪的妻子，仲豪登基為衛明王成為王后，成為王后之後，開始敵對瀛珠。 |
| 穆婷婷 | 蕴儿     | 蘊兒自幼相伴小姐韓贏珠，忠心耿耿。陪小姐進京伸冤經歷各種磨難。雖然是一個小侍女，但是心兼天下。在分明可以和戀人海闊天空之時，卻義無反顧地選擇爲國家興亡現身。小侍女蘊兒美麗善良又心懷天下，大義女子的命運歸宿也成爲該劇故事主線外的另一看點。 瀛珠的貼身侍女，對瀛珠忠心耿耿，情同姐妹，愛慕凌风，後成為大將軍守益之妻。                                           |
| 杜俊泽 | 凌风     | 司徒凌展之子，相伴世子仲豪長大，忠義正直。相遇蘊兒，一見鍾情。縱使與心愛之人兩情相悦，卻礙於身份等級之别，近在咫尺卻相隔萬里。看着她被迫下嫁，看着她命喪黄泉，離自己遠去，他隻剩一聲長嘯。 忠將，愛慕蕴儿 |
| 米雪   | 赵姬     | 皇太后 皇太后趙姬，年輕時曾耍手腕，害死仲豪母親吳夫人。善於弄權，把持後宮。因爲不喜歡自己的兒媳婦韓瀛珠，而對其百般刁難。後伯建被困敵營，婆媳二人共同想辦法營救伯建，彼此才化干戈爲玉帛。 伯建的母親，本不喜歡瀛珠，後對瀛珠改觀疼惜。 |
| 林湘萍 | 苏亚郡主 | 白狄郡主，愛慕伯建 |
| 卓凡   | 钱贤     | 伯建的太傅，對伯建忠心耿耿。 |
| 倪齐民 | 守益     | 大將軍，對蘊兒一見鍾情，後娶她為妻。 |
| 刘昌伟 | 蓝恩     | 仲豪的待太監 |
| 周中和 | 匡杰     | 大史馬 |
| 王岗   | 凌展     | 相國，凌风之父 |
| 董子武 | 王尽忠   | 伯建的中常侍 |
| 李爽   | 黄莺     | 紫嫣近待 |
| 刘庭羽 | 吴賢妃   | 仲豪之母，早逝(友情出演) |

## 電視劇歌曲
| 曲序 | 曲目                     | 演唱者 |
| ---- | ------------------------ | ------ |
| 1.   | 《胜者为王》（片頭曲）   | 孙楠   |
| 2.   | 《就那么一眼》（片尾曲） | 穆婷婷 |
| 3.   | 《问梦》（插曲）         | 徐申东 |

## 收視率
由csm数据参考而来，收视率包括全天收视指数和市场(收视)份额参数
| 平台     | 平均收视率 | 平均收视份额 |
| 浙江卫视 | 0.749      | ------       |